# فرد أهيرن
فرد أهيرن (بالإنجليزية: Fred Ahern)‏ هو لاعب هوكي الجليد أمريكي، ولد في 12 فبراير 1952 في بوسطن في الولايات المتحدة.

## وصلات خارجية
- فرد أهيرن على موقع دوري الهوكي الوطني (الإنجليزية)
- فرد أهيرن على موقع قاعة مشاهير الهوكي (لاعب أن.إتش.أل) (الإنجليزية)
- فرد أهيرن على موقع EliteProspects.com (الإنجليزية)
- فرد أهيرن على موقع Eurohockey.com (الإنجليزية)
- فرد أهيرن على موقع HockeyDB.com (الإنجليزية)
- فرد أهيرن على موقع Hockey-Reference.com (الإنجليزية)